# Dusty Henricksen
Dusty Henricksen (ur. 2 lutego 2003 w Redlands) – amerykański snowboardzista, specjalizujący się w konkurencjach slopestyle oraz big air, złoty medalista igrzysk olimpijskich młodzieży.

## Kariera
Pierwsze kroki w zawodowej karierze stawiał w konkurencji halfpipe. To właśnie w tej konkurencji zadebiutował w grudniu 2016 na arenie międzynarodowej w zawodach FIS w Copper Mountain. Starty w halfpipie porzucił w lutym 2017 roku, po czym skupił się wyłącznie na slopestyle'u oraz big air. W styczniu 2019 roku zadebiutował w zawodach z cyklu Pucharu Ameryki Północnej. Już w pierwszych startach w konkursach tej rangi zanotował wysokie pozycje, kończąc na 2. oraz 3. miejscu dwa konkursy slopestyle'u w Waterville Valley. W klasyfikacjach tego cyklu również odnosił sukcesy. W sezonie 2018/2019 uplasował się na 3. lokacie w klasyfikacji slopestyle'u, z kolei sezon później triumfował w łączonej klasyfikacji slopestyle'u oraz big air. W kwietniu 2019 roku wystartował w mistrzostwach świata juniorów w Kläppen, w których między innymi zajął 6. pozycję w slopestyle'u.
W zawodach z cyklu Pucharu Świata zadebiutował w marcu 2019 roku. Wtedy to w konkursie slopestyle'u w amerykańskim Mammoth Mountain uplasował się na 29. miejscu, tym samym zdobywając pierwsze pucharowe punkty. W lutym 2020 roku, w tej samej miejscowości po raz pierwszy stanął na podium zawodów PŚ, zwyciężając w zawodach slopestyle'owych. W Pucharze Świata w sezonie 2019/2020 zajął 3. lokatę w klasyfikacji slopestyle'u. W międzyczasie, w styczniu 2020 roku wystartował w zimowych igrzyskach młodzieży w Lozannie, w których zdobył złoty medal w slopestyle'u, natomiast konkurs big air ostatecznie ukończył na 4. pozycji. Podczas zawodów Winter X Games 25 rozgrywanych w styczniu 2021 roku, zdobył złote medale w konkurencjach knuckle huck oraz slopestyle. W marcu 2021 roku zadebiutował podczas mistrzostw świata w Aspen, w których zajął 7. pozycję w slopestyle'u.

## Osiągnięcia

### Mistrzostwa świata
| Miejsce | Dzień    | Rok  | Miejscowość | Konkurencja | Zwycięzca        |
| ------- | -------- | ---- | ----------- | ----------- | ---------------- |
| 7.      | 12 marca | 2021 | Aspen       | Slopestyle  | Marcus Kleveland |
| 21.     | 16 marca | 2021 | Aspen       | Big air     | Mark McMorris    |

### Puchar Świata

#### Miejsca w klasyfikacji generalnej AFU
- sezon 2018/2019: 157.
- sezon 2019/2020: 18.
- sezon 2020/2021: 12.

#### Miejsca w klasyfikacji slopestyle
- sezon 2018/2019: 83.
- sezon 2019/2020: 3.
- sezon 2020/2021: 5.

#### Miejsca w klasyfikacji big air
- sezon 2019/2020: 36.
- sezon 2020/2021: –

#### Miejsca na podium w zawodach
1. Mammoth Mountain – 1 lutego 2020 (slopestyle) – 1. miejsce